# كريسبادورو
كريسبادورو (بالإيطالية: Crespadoro)‏ هي مدينة في مقاطعة فشنزة بمنطقة فنيتة، شمال إيطاليا.